# ميليوداس
ميليوداس (باليابانية: メリオダス) كان أقوى أعضاء الوصايا العشر وقائدهم ولكن لسبب غامض قام بتركهم والانقلاب ضدهم واصبح قائد للخطايا السبع المميته الذي قام هو ومرلين بتشكيلهم بعد تنبؤ ملك مملكة ليونيس«بارترا» بذالك.
تزوج من ابنة الآلهه اليزابيث وانجب منها ترستان الذ كان يحمل خواص الآلهه والشياطين معا.

## القصة
الجزء الأول
بعد مرور مدة من تشكيل فريق الخطايا السبع المميتة، قد تم الإيقاع بهم من طرف الفارسين المقدسين «هيندوريكسن» و«درايفوس» بجعلهم يتهمون بتهمة قتل الفارس المقدس الأعلى «زرتاراس»، مما جعل ميليوداس هو وفريقه يفترقون حتى تثبت برائتهم. و في تلك المدة يلتقي ميليوداس بفتاة اسمها ايليزابيث و التي تبحث عن الخطايا السبع لي انقاذ المملكة من انقلاب الفرسان المقدسين فايقرر ميليوداس مساعدتها في مهمتها. 

الجزء الثاني
 بعد انقاذ المملكة من الفرسان ظهر خطر جديد يهدد بريطانيا بأكملها و هو عبارة عن مجموعة من الشياطين يدعون الوصايا العشر، الذين خرجوا من الختم الذي حبسهم لمدة 3000 سنة و هدفهم هو احتلال بريطانيا كلها ، فهذا يجعل ميليوداس يكمل البحث عن الخطيئة الأخيرة من أجل التصدي للوصايا العشر. 
الجزء الثالث
تبين ان السبب الحقيقي لرحلت ميليوداس هو تحرير نفسه و ايليزابيث من لعنة تم لعنهم بها من طرف ملك الشياطين و الملاك العليا و يسبب القتال مع احدى  الوصايا العشر و الخطايا السبع تضحية  ميليوداس  بمشاعره للإنتصار. و بسبب ذالك اتحد مع الوصايا العشر و  هو الأن يسعى للتجميع قوى الوصايا لكي يصبح ملك الشياطين بغيت تحرير نفسه و «إليزابيث» من اللعنة، متجاهلا المخاطر التي قد تنتج عن ذالك. لكنه يتلقى اعتراض من طرف الخطايا و ستيغما. 
الجزء الرابع
استمرار القتال بين الخطايا و ستيغما ضد الشياطين لإيقاف ميليوداس من امتصاص الوصايا، لكن لم تسر الأمور  في صالح الخطايا و الستيغما ما يعني ان ميليوداس اكمل امتصاصه للوصايا و اصبح ملك الشياطين الجديد ! و منه يبدأ القتال الأخير بين الخطايا و الستيغما ضد ملك الشياطين الجديد. 

## السلاح
الكنز المقدس «السيف الشيطاني»
هو سيف، أحد الأسلحة الأسطورية والذي يمكن بواسطته عمل نسخة وتكون مساوية لنصف قوته أو أكثر من نسخة بقوة اقل، لكنها ضعيفة جدا ضد الهجمات.

## قوته
تسمى المضاد التام وهي تقوم برد الهجوم على صاحبه بأضغاف قوته، كما أنه واحد من عشيرة الشياطين ويعتبر أقوى فرد فيهم بعد ملك الشياطين، حاليا بعد قتاله معا اسكانور أصبح أقوى محارب بعد ملك الشياطين والملاك الاسمى